# María Teresa Angulo Romero
María Teresa Angulo Romero, née le 17 mai 1968, est une femme politique espagnole membre du Parti populaire (PP).
Elle est élue députée de la circonscription de Badajoz lors des élections générales de novembre 2011.

## Biographie

### Vie privée
Elle est mariée.

### Profession
Elle est titulaire d'une licence en droit délivrée par l'Université d'Estrémadure. Elle possède un master en direction d'organisations socio-sanitaires et un autre en gestion d'organisations sanitaires. Elle est avocate de 1992 à 2007.

### Carrière politique
Elle est députée autonomique au Parlement d'Estrémadure de 2003 à 2011 où elle occupe le porte-parolat du groupe populaire de 2008 à 2011. Elle est conseillère municipale de Zafra de 1995 à 2015.
Le 20 novembre 2011, elle est élue députée pour Badajoz au Congrès des députés et réélue en 2015 et 2016.